# Caring Community
Caring Community (auch übersetzt als Sorgende Gemeinschaft oder Sorgende Gemeinde) beschreibt eine bewusst gestaltete Gemeinschaft in einem Quartier, einer Gemeinde oder einer Region, in der die Mitglieder sich gegenseitig unterstützen. Sie geht über Unterstützung innerhalb von Familien und traditionelle Nachbarschaftshilfe hinaus, indem sie eine umfassende und koordinierte Unterstützung für alle Mitglieder der Gemeinschaft anstrebt. Ziele sind die Verbesserung von Wohlbefinden und Lebensqualität aller Gemeinschaftsmitglieder. Sozialer Zusammenhalt soll gestärkt und sozialer Isolation entgegengewirkt werden. 
Damit soll den Herausforderungen der demografischen und soziokulturellen Entwicklung in westlichen Gesellschaften begegnet werden (z. B. Auflösung von familiären Strukturen, Individualisierungstendenzen, Rückgang der traditionellen innerfamiliären Pflegeleistungen bei steigender Zahl der Unterstützungsbedürftigen, Fachkräftemangel, Pflegenotstand).
Typische Elemente des Konzepts sind Freiwilligenarbeit, Beratung, Bildung, soziale Aktivitäten, Gesundheitsförderung und Pflegeleistungen sowie psychologische Unterstützung.
Der Caring Community-Ansatz wird teilweise kritisiert mit der Frage, inwiefern damit  Aufgaben den Bürgern überlassen werden, für welche eigentlich der Staat aufkommen muss. Herausforderungen entstehen auch durch ein verändertes Verhältnis von institutionellen zielgruppenorientierten „Anbietern“ und bürgerschaftlich Engagierten für eine „Sorge-Kultur“.

## Deutschland
In Deutschland wurde das Konzept der „Sorgenden Gemeinschaft“ zuerst im Bereich der professionell unterstützten Gemeinweseneinbindung erwachsener geistig behinderter Menschen als „Community Care“ etabliert. „Menschen (mit geistiger Behinderung) leben in der örtlichen Gesellschaft; wohnen, arbeiten und erholen sich dort und bekommen dabei von der örtlichen Gesellschaft die benötigte Unterstützung.“

Die 7. Altenberichtskommission der Bundesregierung (2015) sah Caring Communities „interessant und diskussionsanstoßend und als wichtige Gegenpole zu einer im Wesentlichen von ökonomischen Kalkülen geprägten Diskussion um die Zukunft von Pflege und Sorge.“ Allerdings wies die Kommission auf Unzulänglichkeiten hin:
„Angesichts einer komplexen Problemlage können sorgende Gemeinschaften nur dann als eine relativ einfache Lösung aus einem Guss erscheinen, solange die Idee vage, schillernd und ungenau bleibt. Die Unbestimmtheit der Idee lässt Platz für Vieles. In ihrer Ungenauigkeit kann die Idee der sorgenden Gemeinschaften jedoch kaum Orientierung für Handlungen und Entscheidungen geben, als organisationales Leitbild eignet sie sich deshalb nur bedingt. Außerdem bleibt (...) die Rolle der staatlichen und kommunalen Akteure eher unklar. Dabei sind es gerade der Staat und die Kommune, die Verantwortung dafür tragen, den spezifischen Herausforderungen der Sorge und Pflege zu begegnen, indem sie beispielsweise Einfluss auf die Infrastrukturentwicklung nehmen, strukturelle Schnittstellenprobleme beheben und eben auch geeignete Rahmenbedingungen für Eigeninitiative und Eigenverantwortung schaffen.“
Einige kirchliche Einrichtungen und Kirchengemeinden griffen das Konzept „Caring Communities“ in Modellprojekten auf. In der Auswertung wird beschrieben, dass darin auch „... eine Zukunftsaussicht auf kirchliches Arbeiten in der nach-parochialen, sozialraumorientierten kirchlichen Praxis gegeben sein (könnte)“.

## Schweiz
In der Schweiz unterstützte die Abteilung Soziales des Migros-Kulturprozents eine Recherche zu „Caring Communities“. Sie bezog Erfahrungen und Projekte in anderen Länder ein. 2018 entstand das Netzwerk Caring Communities. Einige Modellprojekte wurden in Oberaargau Ost, Langnau und Jegenstorf gefördert.

## Österreich
Der Fonds Gesundes Österreich förderte von 2019 bis 2021 Projekte mit dem Schwerpunkt „Caring Communities“ in den Regionen Eferding (OÖ) und Groß-Enzersdorf (NÖ).